# Rhinoraja
Genre
Rhinoraja est un genre de raie.

## Liste des espèces
- Rhinoraja kujiensis (Tanaka, 1916)
- Rhinoraja longi Raschi et McEachran, 1991
- Rhinoraja longicauda Ishiyama, 1952
- Rhinoraja odai Ishiyama, 1958
- Rhinoraja taranetzi Dolganov, 1985